# حزب الفرسان الأردني
حزب الفرسان الأردني هو حزب سياسي أردني تأسس في عام 2013، واتّخذ من مدينة الزرقاء مقرًا له قبل اندماجه مع أحزاب التجمع الوطني الأردني الديمقراطي (تواد)، والعدالة والتنمية ليُكونوا معًا حزب التيار الوسطي الأردني الديمقراطي، والذي تم حله بعد ذلك في عام 2023.

## الأمانة العامة للحزب
شغل عيسى عبيدات منصب الأمين العام للحزب بعدما انتُخب في ديسمبر/كانون أول عام 2014 أمينًا عامًا للحزب خلفًا للأمين العام السابق خالد عطاالله، ثُمّ أعقب عبيدات انتخاب علي الذويب أمينًا عامًا للحزب حتّى اندماجه في حزب التيار الوسطي الأردني عام 2022.

## الاندماج
في أكتوبر/تشرين أول عام 2022 تقدم الأمين العام لحزب الفرسان مع كل من الأمين العام لحزب العدالة والتنمية والأمين العام لحزب التجمع الوطني الأردني الديمقراطي (تواد) بطلب إلى مجلس مفوضي الهيئة المُستقلة للانتخاب لدمج الأحزاب الثلاثة في حزب واحد هو حزب التيار الوسطي الأردني الديمقراطي.

## حل الحزب
في مايو/أيار عام 2023 اعتُبر حزب الفرسان الأردني حزبًا مُنحلًّا بعدما استبعده مجلس مفوضي الهيئة المستقلة للانتخاب في الأردن بسبب عدم تمكنه من استيفاء بعض الشروط التي نصّ عليها قانون الأحزاب الأردني رقم (7) والصادر في عام 2022. كانت الحكومة الأردنية قد أقرت في العام السابق قانونًا لتنظيم تأسيس الأحزاب السياسية في الأردن، وكانت مواد هذا القانون تشترط أن تُحقّق الأحزاب السياسية مجموعة من المعايير لكي تتم الموافقة على تأسيسها وتُصبح أحزابًا مُعترف بها رسميًا ويحق لها المُشاركة في الانتخابات البرلمانية الأردنية. كان من بين هذه الشروط أن ينضمّ للحزب في وقت إعلان تأسيسه ما لا يقلّ عن 1000 عضو في ستة مُحافظات أردنية مُختلفة، بحيث لا تقل نسبة النساء عن 20 بالمائة من أعضاء الحزب ولا تقل نسبة الشباب عن 20 بالمائة من الأعضاء.
أمهلت الهيئة المُستقلة للانتخاب الأحزاب التي لا تُحقّق بعض أو كل اشتراطات قانون الأحزاب حتى مايو/أيار في العام التالي لكي تتمكّن من توفيق أوضاعها، بينما اعتبرت الأحزاب التي لم تتمكّن من ذلك بعد انقضاء المُهلة المُحددة أحزابًا منحلة، وبناءًا على ذلك تم حل 19 حزبًا سياسيًّا، وكان حزب الفرسان الأردنيّ واحدًا من هذه الأحزاب.